# Vaszil Hrihorovics Melnicsuk
Vaszil Hrihorovics Melnicsuk (ukránul: Василь Григорович Мельничук; Szimferopol, 1957. február 18. –) ukrán nemzetközi labdarúgó-játékvezető.

## Pályafutása

### Nemzeti játékvezetés
1992-ben lett az I. Liga játékvezetője. Az aktív nemzeti játékvezetéstől 2002-ben vonult vissza.

### Nemzetközi játékvezetés
Az Ukrán labdarúgó-szövetség Játékvezető Bizottsága (JB) 1994-ben terjesztette fel nemzetközi játékvezetőnek, a Nemzetközi Labdarúgó-szövetség (FIFA) bíróinak keretébe. Több nemzetek közötti válogatott és klubmérkőzést vezetett. Az ukrán nemzetközi játékvezetők rangsorában, a világbajnokság-Európa-bajnokság sorrendjében az 1. helyet foglalja el 8 találkozó szolgálatával. Az aktív nemzetközi játékvezetéstől 2002-ben a FIFA  45 éves korhatárát elérve búcsúzott.

#### Világbajnokság

##### U17-es labdarúgó-világbajnokság
Ecuador rendezte a 6., az  1995-ös U17-es labdarúgó-világbajnokságot, ahol a FIFA JB bíróként foglalkoztatta.
| Időpont            | Helyszín                 | Mérkőzés típusa              | Mérkőzés               | Eredmény | Nézők száma |
| ------------------ | ------------------------ | ---------------------------- | ---------------------- | -------- | ----------- |
| 1995. augusztus 6. | Központi Stadion, Ibarra | csoportmérkőzés (D. csoport) | Brazília–Omán          | 0 : 0    | 10 000      |
| 1995. augusztus 8. | Városi Stadion, Quito    | csoportmérkőzés (A. csoport) | Egyesült Államok–Ghána | 0 : 2    | 28 000      |

---
A világbajnoki döntőhöz vezető úton Franciaországba a XVI., az 1998-as labdarúgó-világbajnokságra és Dél-Koreába és Japánba a XVII., a 2002-es labdarúgó-világbajnokságra a FIFA JB bíróként alkalmazta.

##### 1998-as labdarúgó-világbajnokság

###### Selejtező mérkőzés
| Időpont             | Helyszín                   | Mérkőzés típusa           | Mérkőzés         | Eredmény | Nézők száma |
| ------------------- | -------------------------- | ------------------------- | ---------------- | -------- | ----------- |
| 1996. augusztus 31. | Steaua Stadion, Bukarest   | előselejtező (8. csoport) | Románia–Litvánia | 3 : 0    | 9 000       |
| 1997. április 30.   | Nemzeti Stadion, Ramat-Gan | előselejtező (5. csoport) | Izrael–Ciprus    | 2 : 0    | 32 000      |

##### 2002-es labdarúgó-világbajnokság

###### Selejtező mérkőzés
| Időpont             | Helyszín                       | Mérkőzés típusa           | Mérkőzés              | Eredmény | Nézők száma |
| ------------------- | ------------------------------ | ------------------------- | --------------------- | -------- | ----------- |
| 2001. március 24.   | Népstadion, Budapest           | előselejtező (8. csoport) | Magyarország–Litvánia | 1 : 1    | 15 200      |
| 2001. szeptember 1. | Köztársasági Stadion, Chișinău | előselejtező (4. csoport) | Moldova–Azerbajdzsán  | 2 : 0    | 4 800       |

#### Európa-bajnokság
Az európai-labdarúgó torna döntőjéhez vezető úton Angliába a X., az 1996-os labdarúgó-Európa-bajnokságra és Belgiumba és Hollandiába a XI., a 2000-es labdarúgó-Európa-bajnokságra az UEFA JB játékvezetőként foglalkoztatta.

##### 1996-os labdarúgó-Európa-bajnokság

###### Selejtező mérkőzés
| Időpont             | Helyszín                      | Mérkőzés típusa           | Mérkőzés               | Eredmény | Nézők száma |
| ------------------- | ----------------------------- | ------------------------- | ---------------------- | -------- | ----------- |
| 1994. november 16.  | Qemal Stafa Stadion, Tirana   | előselejtező (7. csoport) | Albánia–Németország    | 1 : 2    | 23 000      |
| 1995. április 26.   | Lehen Stadion, Salzburg       | előselejtező (6. csoport) | Ausztria–Liechtenstein | 7 : 0    | 5 700       |
| 1995. szeptember 6. | Hampden Park Stadion, Glasgow | előselejtező (8. csoport) | Skócia–Finnország      | 1 : 0    | 35 018      |

##### 2000-es labdarúgó-Európa-bajnokság

###### Selejtező mérkőzés
| Időpont           | Helyszín                     | Mérkőzés típusa           | Mérkőzés             | Eredmény | Nézők száma |
| ----------------- | ---------------------------- | ------------------------- | -------------------- | -------- | ----------- |
| 1999. március 27. | Nya Ullevi Stadion, Göteborg | előselejtező (5. csoport) | Svédország–Luxemburg | 2 : 0    | 37 728      |

#### Nemzetközi kupamérkőzések

##### UEFA-bajnokok ligája
| Időpont              | Helyszín                   | Mérkőzés típusa                 | Mérkőzés                            | Eredmény |
| -------------------- | -------------------------- | ------------------------------- | ----------------------------------- | -------- |
| 1994. szeptember 27. | Kispesti Stadion, Budapest | selejtező (1. kör, 1. mérkőzés) | Kispesti Honvéd FC–FC Twente        | 1 : 3    |
| 1997. szeptember 16. | Városi Stadion, Omilos     | selejtező (1. mérkőzés)         | ÓFI Kréta (görög) – Ferencvárosi TC | 3 : 0    |